# Pedro Paulo Moniz Barreto de Aragão
Pedro Paulo Moniz Barreto de Aragão (Rio de Janeiro, 29 de junho de 1907 — Rio de Janeiro, 21 de outubro de 1969) foi um médico brasileiro.

## Biografia
Filho de Joaquim Egas Moniz Barreto de Aragão e Maria Eugênia Corrêa Moniz de Aragão, Pedro Moniz de Aragão fez o curso secundário no Lycée Français e no Instituto Lafayette. Bacharelou-se em medicina pela Faculdade de Medicina de Niterói, atual Universidade Federal Fluminense. Dedicou-se ao serviço público tendo trabalhado na Caixa Econômica Federal e no Arquivo Nacional, onde foi diretor de 1964 a 1969, quando morreu. Nessa função representou o Brasil no V Congresso Internacional de Arquivos (Washington, 1966) e fez parte de nossa delegação ao VI Colóquio de Estudos Luso-Brasileiros (Boston, 1966). Foi sócio efetivo do Instituto Histórico e Geográfico Brasileiro, eleito em 1958. Atuou ainda no Jornal do Brasil, no Correio da Manhã, no Diário de Pernambuco, no Jornal do Recife e no A Tarde.